# Charencey (Orne)
Charencey est une commune française, située dans le département de l'Orne en région Normandie, peuplée de 755 habitants.

## Géographie

### Hydrographie
La commune est traversée par la ligne de partage des eaux entre les bassins hydrographiques Seine-Normandie et Loire-Bretagne. Elle est drainée par le ruisseau de la Gohière, le ruisseau de la Motte, le ruisseau Saint-Maurice, le ruisseau de Grenouille, le Ruth, le cours d'eau 01 de l'Étang du Haut Plan, le cours d'eau 01 du Moulin de la Villedieu, le fossé 01 de la Bruyère, le fossé 01 du Bois de Chaarencey, le ruisseau de Charencey, le ruisseau de la Gohière, le ruisseau du Bois de la Millasse et  et un autre petit cours d'eau,.
Le ruisseau de la Gohière, d'une longueur de 11 km, prend sa source dans la commune  et se jette  dans l'Avre à Saint-Victor-sur-Avre, après avoir traversé cinq communes. 
Le ruisseau de la Motte, d'une longueur de 11 km, prend sa source dans la commune de Tourouvre au Perche et se jette  dans le ruisseau Saint-Maurice sur la commune, après avoir traversé trois communes. 
Le ruisseau Saint-Maurice, d'une longueur de 10 km, prend sa source dans la commune de Tourouvre au Perche et se jette  dans un bras de l'Avre à Armentières-sur-Avre, après avoir traversé quatre communes. 
Huit plans d'eau complètent le réseau hydrographique : le plan d'eau de la Grande Vernoë (1,92 ha), le plan d'eau de la Vieillerie (1,17 ha), le plan d'eau du Moulin de la Villedieu (1,48 ha), les étangs de la Gohière, d'une superficie totale de 2 ha (0,7 ha sur la commune), l'étang (2,22 ha), l'étang de la Falarde (3,96 ha), l'étang de la Motte Rouge, d'une superficie totale de 8,8 ha (0,76 ha sur la commune) et l'étang du Haut Plan (20,2 ha),.

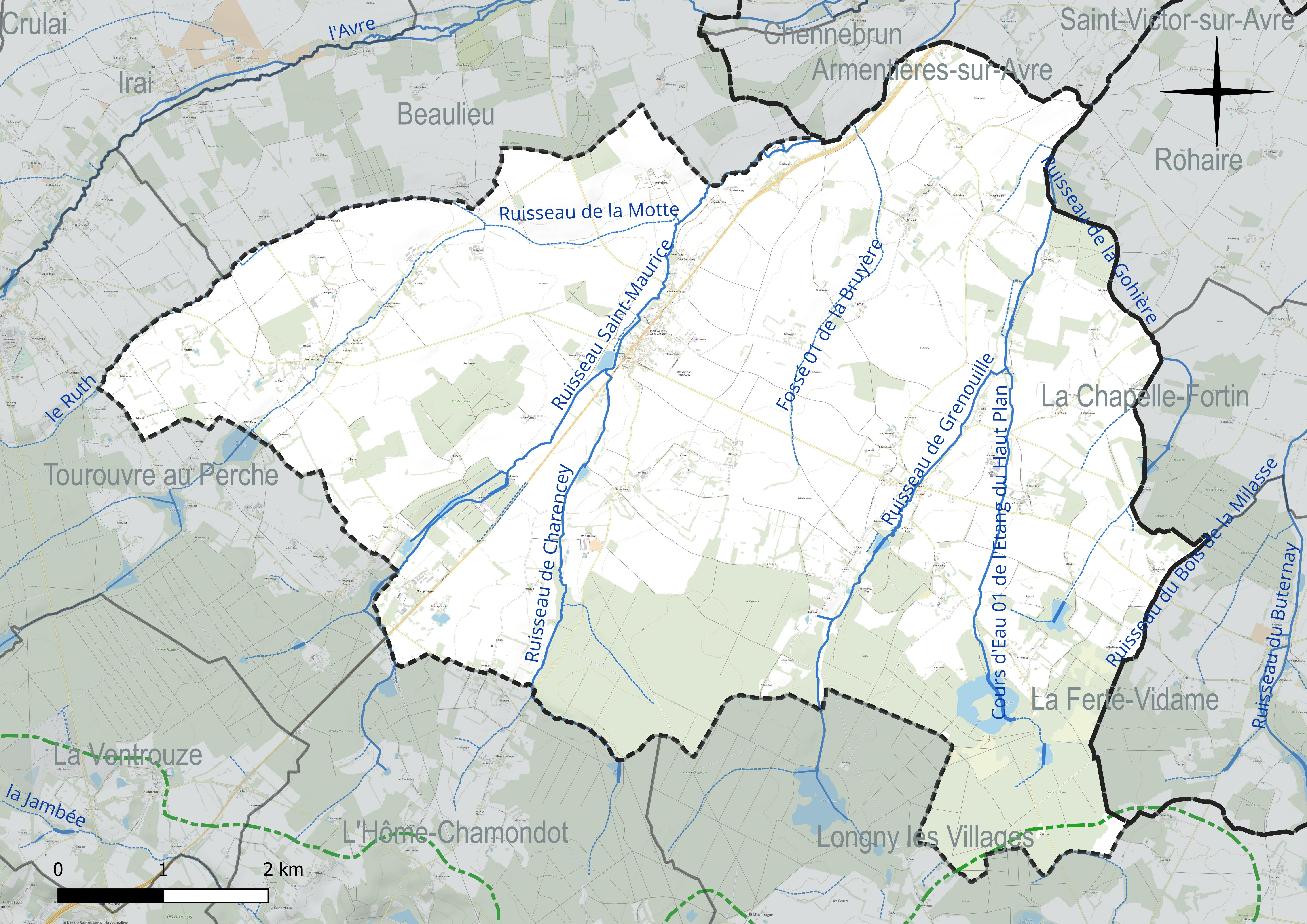
Réseau hydrographique de Charencey.

### Climat
Pour des articles plus généraux, voir Climat de la Normandie et Climat de l'Orne.
En 2010, le climat de la commune est de type climat océanique dégradé des plaines du Centre et du Nord, selon une étude du CNRS s'appuyant sur une série de données couvrant la période 1971-2000. En 2020, Météo-France publie une typologie des climats de la France métropolitaine dans laquelle la commune est exposée à un climat océanique altéré et est dans la région climatique Normandie (Cotentin, Orne), caractérisée par une pluviométrie relativement élevée (850 mm/a) et un été frais (15,5 °C) et venté. Parallèlement le GIEC normand, un groupe régional d’experts sur le climat, différencie quant à lui, dans une étude de 2020, trois grands types de climats pour la région Normandie, nuancés à une échelle plus fine par les facteurs géographiques locaux. La commune est, selon ce zonage, exposée à un « climat contrasté des collines », correspondant au Pays d'Ouche et au Perche et bénéficiant d’un caractère continental affirmé avec des précipitations atténuées et des amplitudes thermiques fortes.
Pour la période 1971-2000, la température annuelle moyenne est de 9,8 °C, avec une amplitude thermique annuelle de 14,1 °C. Le cumul annuel moyen de précipitations est de 735 mm, avec 12,1 jours de précipitations en janvier et 8,1 jours en juillet. Pour la période 1991-2020, la température moyenne annuelle observée sur la station météorologique la plus proche, située sur la commune de Beaulieu à 4 km à vol d'oiseau, est de 10,5 °C et le cumul annuel moyen de précipitations est de 836,7 mm,. Pour l'avenir, les paramètres climatiques de la commune estimés pour 2050 selon différents scénarios d’émission de gaz à effet de serre sont consultables sur un site dédié publié par Météo-France en novembre 2022.

## Urbanisme

### Typologie
Au 1er janvier 2024, Charencey est catégorisée commune rurale à habitat dispersé, selon la nouvelle grille communale de densité à sept niveaux définie par l'Insee en 2022.
Elle est située hors unité urbaine. Par ailleurs la commune fait partie de l'aire d'attraction de Verneuil d'Avre et d'Iton, dont elle est une commune de la couronne,. Cette aire, qui regroupe 24 communes, est catégorisée dans les aires de moins de 50 000 habitants,.

## Toponymie
Le nom de la localité est attesté sous la forme Charenthaio en 1175 et 1176, Charenceium vers 1272.
Toponyme gallo-romain °CARANTIACU, issu du gaulois °Carantomagos, formé avec le suffixe gallo-roman -(I)ACU ajouté à un nom de personne. Le premier élément est l'anthroponyme gallo-romain Carantilus ou Carantilius, d'où le sens global de « domaine rural de Carantilus ou Carantilius ».

## Histoire
Créée au 1er janvier 2018 par un arrêté du préfet de l'Orne du 22 septembre 2017, elle regroupe les anciennes communes de Moussonvilliers, Normandel et Saint-Maurice-lès-Charencey.

## Politique et administration

### Conseil municipal
Jusqu'aux prochaines élections municipales de 2020, le conseil municipal de la nouvelle commune est constitué de tous les conseillers municipaux issus des conseils des anciennes communes. Chacune d'entre elles a été transformée en commune déléguée.

| Nom                                 | Code Insee | Intercommunalité  | Superficie (km2) | Population (dernière pop. légale) | Densité (hab./km2) |
| ----------------------------------- | ---------- | ----------------- | ---------------- | --------------------------------- | ------------------ |
| Saint-Maurice-lès-Charencey (siège) | 61429      | CC du Haut Perche | 16,19            | 498 (2015)                        | 31                 |
| Moussonvilliers                     | 61299      | CC du Haut Perche | 21,94            | 227 (2015)                        | 10                 |
| Normandel                           | 61311      | CC du Haut Perche | 7,43             | 705 (2016)                        | 95                 |

### Liste des maires
| Période      | Période  | Identité             | Étiquette | Qualité    |
| ------------ | -------- | -------------------- | --------- | ---------- |
| janvier 2018 | En cours | Jean-Claude Juszezak | LC        | Commerçant |

## Démographie
L'évolution du nombre d'habitants est connue à travers les recensements de la population effectués dans la commune depuis sa création.
En 2022, la commune comptait 755 habitants, en évolution de −7,25 % par rapport à 2016 (Orne : −3,21 %, France hors Mayotte : +2,11 %).
| 2015 | 2020 | 2022 |
| ---- | ---- | ---- |
| 821  | 773  | 755  |

## Culture locale et patrimoine

### Lieux et monuments
La commune ne compte aucun monument historique.

### Personnalités liées à la commune
- Charles-Guillaume Gouhier de Petiteville (1773 à Charencey-1838), officier et homme politique.
- Charles Léonce Gouhier de Charencey (1804 à Charencey-1869), magistrat et homme politique.
- Hyacinthe de Charencey (1832-1916 au château de Champ-Thierry, Saint-Maurice), philologue.
- Maurice de Vlaminck (1876-1958) a peint Vue de Saint-Maurice-lès-Charençay sous la neige (musée d'Orsay)[32].